# Solenopsis mameti
Solenopsis mameti é uma espécie de formiga do gênero Solenopsis, pertencente à subfamília Myrmicinae.